# Spodoptera lineatella
Spodoptera lineatella là một loài bướm đêm trong họ Noctuidae.